# Stília
Stília är en ort i Grekland.   Den ligger i prefekturen Nomós Korinthías och regionen Peloponnesos, i den södra delen av landet, 100 km väster om huvudstaden Aten. Stília ligger 821 meter över havet och antalet invånare är 147.
Terrängen runt Stília är huvudsakligen kuperad, men västerut är den bergig. Runt Stília är det ganska tätbefolkat, med 96 invånare per kvadratkilometer. Närmaste större samhälle är Kiáto, 16,5 km öster om Stília. 